# Capitaine Khorshid
Pour plus de détails, voir Fiche technique et Distribution.
Capitaine Khorshid (ناخدا خورشید, Nakhoda Khorshid), est un film iranien réalisé par Nasser Taghvai, sorti en 1987. 
C'est une adaptation du roman En avoir ou pas d’Ernest Hemingway, publié en 1937, mais au lieu de se passer à Cuba, l'action se déroule plutôt au sud de l’Iran et dans le Golfe Persique.

## Synopsis
Le capitaine Khorshid est un marin, propriétaire d'un petit bateau, malgré son handicap de n’avoir qu'une seule main. Son village, au climat chaud et aux dures conditions de vie, sont reçus des criminels dangereux envoyés en exil. Cherchant à en partir, ils demandent à un intermédiaire de conclure un accord avec  Khorshid pour les faire sortir illégalement du pays avec son bateau. Au début, il hésite mais à cause de la dureté de ses conditions de vie, il finit par accepter. Les criminels tuent un des riches marchands du village et volent l’argent nécessaire pour le voyage. Au début du voyage, les criminels tuent l’intermédiaire puis plus tard attaquent Khorshid et son marin. Ce dernier est tué, mais Khorshid les affronte avec sa main unique. Il arrive à tuer les criminels mais meurt lui aussi à cause de ses blessures.

## Fiche technique
- Titre : Capitaine Khorshid
- Titre original : ناخدا خورشید (Nakhoda Khorshid)
- Réalisation : Nasser Taghvai
- Scénario : Nasser Taghvai d'après le roman En avoir ou pas d’Ernest Hemingway
- Photographique : Mehrdad Fakhimi
- Montage : Nasser Taghvai
- Production : Mohammad Ali Soltanzadeh
- Pays :  Iran
- Langue : persan
- Durée : 109 minutes
- Date de sortie  : 1987

## Distribution
- Dariush Arjmand
- Ali Nassirian
- Parvaneh Masoumi
- Fahali Oveisi
- Saeed Poursamimi